# Jan Fabiaen

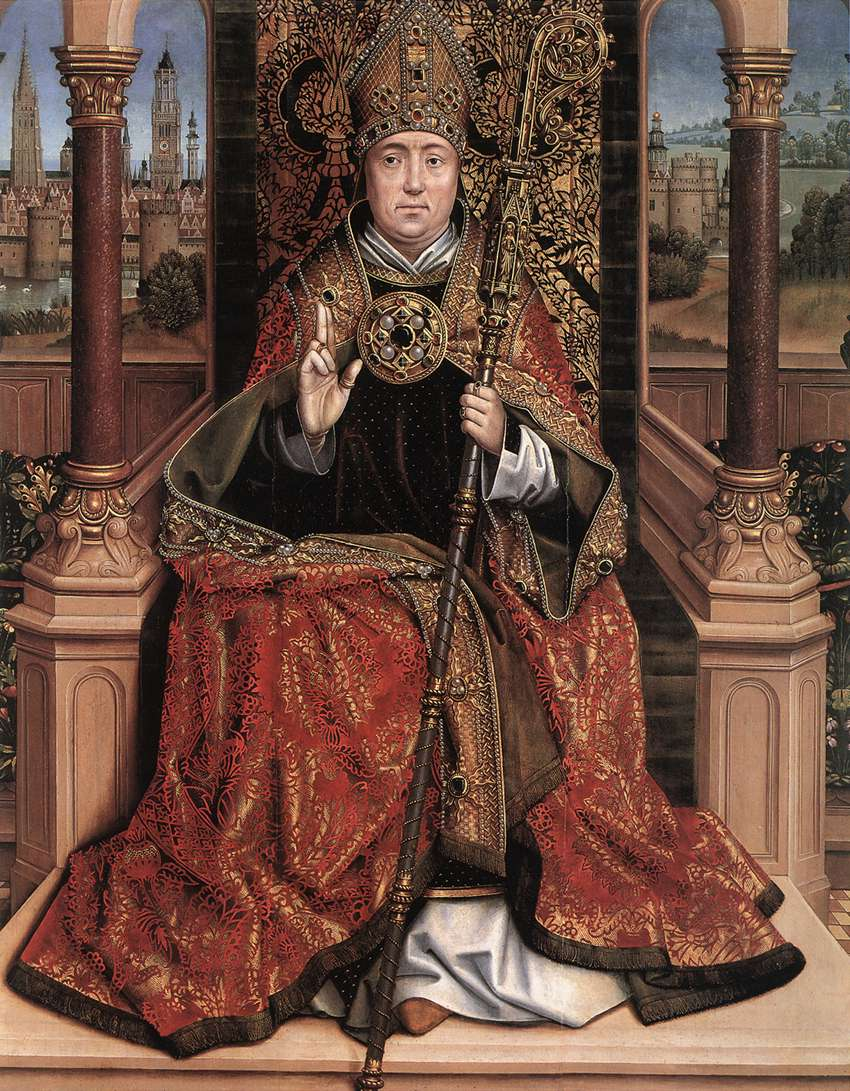
Een schilderij door de Meester van de Lucialegende, Sint-Nicolaas voorstellende, een werk van Jan Fabiaen?

Jan Fabiaen (Béthune, ca. 1450 - Brugge, maart 1520) was een kunstschilder uit de periode van de Vlaamse Primitieven, eerste van de Fabiaenfamilie van schilders in Brugge.

## Levensloop
Hij was een zoon van Jean Fabiaen en werd in Bethune geboren. Hij verhuisde naar Brugge en werd op 25 september 1469 aanvaard als poorter van de stad. Hetzelfde jaar werd hij opgenomen als meester-schilder in het ambacht van de beeldenmakers. In deze organisatie vervulde hij bij herhaling bestuursfuncties:
- deken in 1489,
- gouverneur of penningmeester in 1474, 1479, 1488, 1489, 1490, 1505.

Hij trouwde met een Katelijne en ze hadden verschillende kinderen, onder wie de kunstschilders Adriaan en Donaas.
Fabiaen werd een vooraanstaande Bruggeling, die lid werd van voorname genootschappen:
- In 1469 werd hij lid van de broederschap van Onze-Lieve-Vrouw-ter-Sneeuw in de Onze-Lieve-Vrouwekerk. Bij deze vereniging waren heel wat schilders aangesloten, onder wie Hans Memling. Ook de hertogen van Bourgondië en andere edellieden en leden van de hogere clerus waren er lid van.
- Hij werd lid van de Kruisbooggilde van Sint-Joris.
- Hij was ook lid van de rederijkersgilde van de Heilige Geest.

Daarbij werd Fabiaen ook bij herhaling tot wijkmeester of 'deelman' voor het Carmerssestendeel benoemd door het stadsbestuur.

## Schildersatelier
Het lijkt duidelijk dat Fabiaen een belangrijk atelier leidde. Enerzijds waren er zijn twee zoons Adriaan en Donaas, en daarnaast de volgende leerlingen of gezellen:
- Cornelis van Lookere (1470),
- Pieter Fieret (ca. 1475),
- Erasmus de Boomere (1474),
- Joris Waelkin (1478),
- Wouter van Campen (1480),
- Felix Parlandt (1482),
- Pieter Mazyn (1487).

In 1496 stond hij borg voor de uit Rijsel afkomstige schilder Huson de le Mote, toen die het poorterschap van Brugge aanvroeg.

## Schilderwerk
Er zijn tot hiertoe geen bekende meesterwerken aangeduid die uit het atelier van Fabiaen kwamen.
Wel weet men dat hij in de jaren 1478-1481 ontwerpen maakte voor tapijten die werden uitgevoerd in het atelier van Jacob Apans en bestemd waren voor het Brugse Vrije..
Hij schilderde plattegronden van de stad en de omgeving, in opdracht van de stad.
In 1515 werkte zijn atelier ook mee aan de decoratie van de stad bij de Blijde Intrede van de latere keizer Karel.
Voor de confrérie van Onze-Lieve-Vrouw-ter-Sneeuw schilderde hij zes portretten van Onze Lieve Vrouw en maakte hij een confrérievaandel.

## Meester van de Lucialegende?

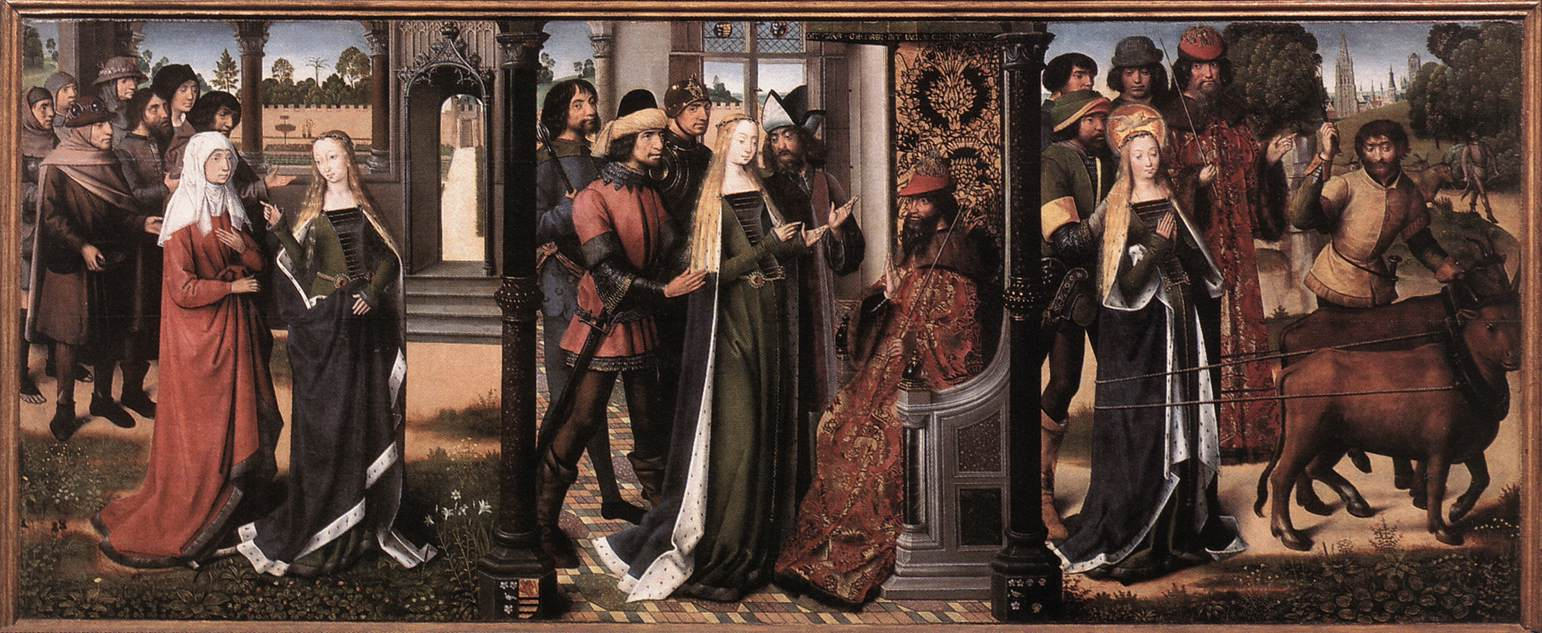
Scènes uit het leven van de heilige Lucia. Werk van Jan Fabiaen?

Het lijkt eerder onwaarschijnlijk dat in het belangrijk atelier van Fabiaen, op het hoogtepunt van de Vlaamse Primitieven, geen werk werd geproduceerd. Men heeft daarom gezocht naar mogelijkheden om Fabiaen te identificeren als een van de vele 'anonieme primitieven'. 
Max Jakob Friedländer gaf aan een van de anonieme schilders de noodnaam Meester van de Legende van de heilige Lucia en schreef een twintigtal meesterwerken aan hem toe. Professor Jacqueline Versyp meende Jan Fabiaen te kunnen identificeren als deze Meester van de Lucialegende. Albert Janssens dacht eerder aan Fransoys vanden Pitte. Er zijn ook nog andere hypothesen geformuleerd.